# 中原大學男子排球隊
中原大學男子排球隊，簡稱中原男排，為中原大學於98學年度（2009年）設立的男子排球校隊，球隊教練為陳克舟。該球隊連續13年在大專排球聯賽公開男一級打進四強，有5度打進冠亞。
企業排球聯賽中的桃園臺灣產險就以中原男排球員為班底。

## 過往戰績
- 大專排球聯賽
  - 98學年度：殿軍
  - 99學年度：殿軍
  - 100學年度：季軍
  - 101學年度：季軍
  - 102學年度：亞軍
  - 103學年度：亞軍
  - 104學年度：季軍
  - 105學年度：季軍
  - 106學年度：亞軍
  - 107學年度：季軍
  - 108學年度：亞軍
  - 109學年度：殿軍
  - 110學年度：冠軍
  - 111學年度：冠軍
  - 112學年度：殿軍
  - 113學年度：冠軍

- 其他賽事
  - 2011年第38屆全國永信盃：冠軍
  - 2013年第3屆全國媽祖盃：冠軍
  - 2014年第58屆全國和家盃：冠軍

## 外部連結
- 中原大學排球聯盟（页面存档备份，存于）
- SSU大專學生運動網